# Сипливий Дмитро Іванович
Дмитро́ Іва́нович Сипли́вий (1888—1938) — анархо-комуніст.

## Біографія
Народився в селянській родині в селі Григорівка Олександрівського повіту, Катеринославської губернії.
З 1917 року член Союзу анархістів Гуляйпольського району.
У 1919 році помічник начальника артилерії.
Влітку восени 1920 року командир артилерії РПАУ.
Після революції проживав на хуторі Зелений Гай був колгоспником.
У 1938 році заарештований, засуджений трійкою УНКВС по Дніпропетровській області 1938 року за звинуваченням в участі в «контрреволюційній анархо-махновській організації». Розстріляний у 1938 році.